# 394
394 (CCCXCIV) var ett normalår som började en söndag i den julianska kalendern.

## Händelser

### September
- 6 september – Kejsar Theodosius I besegrar och dödar usurpatorn Eugenius och hans frankiske magister militum Arbogast i slaget vid Frigidus.

### Okänt datum
- Romarrikets heliga Veastaleld släcks.
- Vid denna tid vaktar 200.000 soldater de romerska gränserna och reservstyrkor på 50.000 finns tillgängliga för utkommendering. Många romerska soldater kommer från germanska stammar.
- Epifanios av Salamis anklagar Origenes efterföljare för kätteri, och kräver att hans verk skall fördömas.
- 310 donatiska biskopar möts och håller konciliet i Bagaï i Africa.

## Födda
- Gunabhadra, indisk, buddhistisk lärd munk

## Avlidna
- Eugenius, romersk kejsare från 392
- Libanios, grekisk retoriker (död omkring detta år)